# قالی یلمه
قالی یلمه،  گونه ای از قالی های ایرانی است که توسط ایل قشقایی ساکن در شیراز و اصفهان و چهارمحال بافت می شود.این قالی‌ها دارای رنگ ثابتی است و معمولاً از نه رنگ در بافت آنها استفاده می‌شود که عبارت است از: آبی، لاکی، سبز، سرمه‌ای، سفید، بنفش و سیاه. و دارای تار و پود پشم هستند.که عموم رنگها پایه گیاهی داشته و ترکیب رنگ و نقشه بافت  پیوندی نا گسستگی با طبیعت دارند . خاستگاه این فرش طائفه یلمه ای از ایل بزرگ قشقایی است ولی از اولین مکانهای بعد از و طالخونچه اولین مکانهای ثابت تهیه مواد و تولید این فرش بوده اند عمده بافندگان این قالی در شهرکها و روستاهای حومه شهرضا مثل علی آباد جمبزه طالخونچه و شهرستان بروجن و توابع و سمیرم و توابع ساکن میباشند

## طرح‌های رایج و مرسوم
فرش‌های یلمه بروجن از نظر طرح به سه دسته تقسیم می‌شوند:
1. طرح ترنجی یا یک حوض
2. طرح شکرلو یا دوحوض
3. طرح بندی الوان

ازنظر ظاهر کلیه طرح‌های نوع اول در متن فرش دارای یک ردیف ترنج لوزی شکلند که در مرکز فرش و در امتداد طولی آن قرار گرفته است. طرح‌های نوع دوم نیز دارای این ویژگی خاص هستند، با این تفاوت که در متن کلیه فرش‌ها حداقل دو ردیف ترنج‌های لوزی شکل موازی با یکدیگر به چشم می‌خورد که در امتداد طولی فرش قرار دارند. ترنج‌هایی که در طرح نوع اول و دوم وجود دارند به شکل لوزی و روی لبه‌های آنها نقوش کنگره‌ای شکل به چشم می‌خورد.
قشقایی ها طرح‌های متعلق به خود (ترنجی و شکرلو) را با طرح‌های چهارمحالی بویژه خشتی ادغام کردند و با قرار دادن ترنج‌های لوزی شکل درون قاب‌های فرش‌های خشتی٬ طرح جدیدی را ارائه کردند که بندی الوان نام گرفت.
طرح و نقش یلمه
طرح فرش یلمه، مشابه دیگر عشایر، دارای خطوط شکسته و هندسی با اشکال ساده است. در این نوع طراحی معمولاً از گل و بوته بختیاری استفاده نمی‌شود و بیشتر تحت تأثیر نقوش قشقایی قرار دارد که به صورت لوزی‌های مکرر نمایان می‌شوند.
تعداد متفاوت قاب‌های عمودی و افقی در نقوش جدیدی که به فرش‌های این قوم اضافه شده، به همراه نمادهای خورشید ساسانی، صلیب شکسته و گل حنا، ویژگی‌های منحصر به فرد فرش یلمه را تشکیل می‌دهند.
تار و پود این فرش از پشم تهیه شده و اندازه‌های آن عموماً کوچک‌تر از پارچه‌های معمولی است. ذرع و نیم، کناره و پشتی از بافته‌های دستی این ایل هستند که با ترنج‌های رنگی تزئین می‌شوند. بافت این فرش‌ها به طور کلی به صورت نیم لول و تخت است.
یلمه در استان فارس
در استان فارس، یلمه به عنوان قالی رنگارنگ شناخته می‌شود و بیشتر در روستای علی آباد و نواحی اطراف آن بافته می‌شود. در گذشته این فرش را شکرلو می‌نامیدند که کمیاب و رنگارنگ‌تر از دیگر فرش‌های جنوب ایران بود و رنگ‌های آن عمدتاً به قرمز و آبی تیره محدود می‌شد.
بافت فرش شکرلو در سال‌های اخیر کاهش یافته، اما در دهه‌های ۱۹۶۰ و ۱۹۷۰ نوع جدیدی از فرش به نام قالی یلمه به بازار معرفی شد.
یلمه از نظر تنوع رنگ به اندازه شکرلو غنی است، اما رنگ آبی در آن بیشتر به چشم می‌خورد. گره‌زنی و طرح‌های یلمه معمولاً یکنواخت‌تر از شکرلو هستند. این دو نوع فرش از نظر ویژگی‌های ساختاری به فرش‌های عشایری شباهت دارند و کاملاً پشمی بوده و دارای رنگ‌های روشن و نقوش هندسی متنوعی هستند.
پشم استفاده شده در فرش‌های یلمه بسیار نرم و براق است. این پشم به وسیله ماشین نخ‌ریسی و به خامه تبدیل می‌شود و تنوع رنگی آن بسیار بیشتر از فرش‌های عشایری است، شامل انواع رنگ‌های قرمز، صورتی، آبی، سبز و زرد. با این حال، طرح یلمه کاملاً سنتی باقی مانده است.